# Nu Descendo uma Escada, nº 2
Nu Descendo uma Escada, nº 2 (francês: Nu descendant un escalier n° 2) é uma pintura feita em 1912 por Marcel Duchamp. O trabalho é amplamente considerado como um clássico modernista e se tornou um dos mais famosos de seu tempo. Antes de sua primeira apresentação no Salon des Indépendants em Paris em 1912, ela foi rejeitada pelos cubistas como sendo demasiadamente futurista. No entanto, foi exibida juntamente com o mesmo grupo na Galeries J. Dalmau, Exposicion d'art cubista, em Barcelona, de 20 de abril à 10 de maio de 1912, posteriormente causando um grande rebuliço durante sua exposição no Armory Show em Nova Iorque em 1913. Nu Descendo uma Escada, nº 2 encontra-se agora em permanente exposição no The Louise and Walter Arensberg Collection no Museu de Arte da Filadélfia, na Filadélfia.